# Tätortskode
En tätortskode er en firecifret kode, som Statistiska centralbyrån tildeler alle byområder (tätorter) i Sverige.
Normalt er tätortskoderne lige, mens småortskoderne er ulige. De to første cifre indikerer i hvilket län, byområdet ligger (måske ikke helt konsekvent gennemført).
- 01-04 = Stockholms län
- 05-06 = Uppsala län
- 07-09 = Södermanlands län
- 10-13 = Östergötlands län
- 14-17 = Jönköpings län
- 18-20 = Kronobergs län
- 21-24 = Kalmar län
- 25     = Gotlands län
- 26-27 = Blekinge län
- 28-38 = Skåne län
- 39-42 = Hallands län
- 43-55 = Västra Götalands län
- 56-58 = Värmlands län
- 59-61 = Örebro län
- 62-63 = Västmanlands län
- 64-69 = Dalarnas län
- 70-73 = Gävleborgs län
- 74-77 = Västernorrlands län
- 78-80 = Jämtlands län
- 81-84 = Västerbottens län
- 85-89 = Norrbottens län